# Shi Tingmao
Dans ce nom chinois, le nom de famille, Shi, précède le nom personnel.
Shi Tingmao (chinois : 施廷懋, Shī Tíngmào), née le 31 août 1991 à Chongqing, est une plongeuse chinoise actuellement en activité, double championne olympique sur le tremplin 3 m (en individuel et en synchronisé avec Wu Minxia) aux Jeux olympiques de Rio en 2016. Elle conserve son titre en synchronisé (avec Wang Han) aux Jeux olympiques de 2020

## Biographie
Shi Tingamo remporte aux Jeux asiatiques de 2010 la médaille d'or du plongeon synchronisé à 3 mètres avec Wang Han et la médaille d'argent du plongeon individuel à 3 mètres.
Aux Championnats du monde de natation 2011, Shi Tingmao remporte la médaille d'or du plongeon individuel à 1 mètre. Elle est sacrée championne du monde en plongeon synchronisé à 3 mètres avec Wu Minxia en 2013 et en 2015.

## Palmarès

### Jeux olympiques
- Jeux olympiques d'été de 2020 à Tokyo  Japon :
  -  Médaille d'or du plongeon synchronisé à 3 m (avec Wang Han).
- Jeux olympiques de 2016 à Rio de Janeiro  Brésil :
  -  Médaille d'or du plongeon synchronisé à 3 m (avec Wu Minxia).
  -  Médaille d'or du plongeon individuel à 3 m.

### Championnats du monde
- Championnats du monde 2011 à Shanghai  Chine :
  -  Médaille d'or du plongeon individuel à 1 m.

- Championnats du monde 2013 à Barcelone  Espagne :
  -  Médaille d'or du plongeon synchronisé à 3 m (avec Wu Minxia).

- Championnats du monde 2015 à Kazan  Russie :
  -  Médaille d'or du plongeon synchronisé à 3 m (avec Wu Minxia).

### Jeux asiatiques
- Jeux asiatiques de 2010
  -  Médaille d'or du plongeon synchronisé à 3 m (avec Wang Han).
  -  Médaille d'argent du plongeon individuel à 3 m.